# Отоантритис
Отоантритис je гнојна компликација акутног запаљења средњег уха код новорођенчади и одојчади. Код њих још увек није развијен мастоидни наставак слепоочне кости, па је чешће у питању запаљење антрума него мастоида.

## Етиологија
Гнојна инфекција из бубне дупљe прелази кроз отвор антрума на сам антрум и околно коштано ткиво. Пошто су у том узрасту бубна дупљa и антрум повезани уским каналом, који је у неким случајевима преграђен заостатком мезенхимног ткива, често долази до одвајања антрума од бубне дупљe, па у антруму остаје гнојна колекција чак и након што се гнојни процес санира у бубној дупљи.

## Клиничка слика
Постоје два облика отоантритиса:
- манифестни и
- латентни.

Манифестни облик је чешћи и јављa се у две форме. Код прве долази до продора гнојне колекције иза ушне шкољке или се ствара фистула или апсцес. Друга се карактерише обилном и дуготрајном секрецијом из уха, која понекад има непријатан мирис. Оба облика су праћена повишеном телесном температуром и губитком телесне тежине.
Латентни облик је ређи. Локални симптоми су слабо изражени или не постоје. Међутим, јасно су израђени општи симптоми: проблеми са дигестивним трактом, нервним, респираторним системом итд. Деца су адинамична, сањива или узнемирена, плачу, лоше спавају, апетит им је слаб, долази до смањења телесне тежине и сл.

## Дијагноза и лечење
Дијагноза се постављa на основу клиничке слике, оториноларинголошког и објективног прегледа.
У обе форме отоантритиса изводи се хируршко лечење - антротомија (одстрањење антрума слепоочне кости), уз примену антибиотске и симптоматске терапије.